# Gran Premio motociclistico della Germania Est 1961
Il Gran Premio motociclistico della Germania Est fu il settimo appuntamento del motomondiale 1961.
Si svolse il 30 luglio 1961 sul Sachsenring, primo Gran Premio del Mondiale a svolgersi oltre la Cortina di ferro. Erano in programma tutte le classi tranne i sidecar. Al GP parteciparono 63 centauri provenienti da 17 paesi.
Doppietta di Gary Hocking in 350 e 500. In 350 va segnalata la prima partecipazione a un GP di una moto sovietica, mentre nella mezzo litro Jack Findlay ottenne i suoi primi punti.
In 250 la Honda piazzò quattro moto nei primi quattro posti.
La gara della 125 fu vinta da Ernst Degner davanti a Tom Phillis. Squalificato Luigi Taveri, terzo al traguardo.

## Classe 500

### Arrivati al traguardo
| Pos. | Pilota            | Moto      | Tempo        | Punti |
| ---- | ----------------- | --------- | ------------ | ----- |
| 1    | Gary Hocking      | MV Privat | 1h 05' 08" 8 | 8     |
| 2    | Mike Hailwood     | Norton    | +2' 08" 3    | 6     |
| 3    | Bert Schneider    | Norton    | +3' 23" 4    | 4     |
| 4    | John Farnsworth   | Norton    | +1 giro      | 3     |
| 5    | Jack Findlay      | Norton    | +1 giro      | 2     |
| 6    | Anssi Resko       | Norton    | +1 giro      | 1     |
| 7    | Tommy Robinson    | Norton    | +1 giro      |       |
| 8    | Jacques Insermini | Norton    | +2 giri      |       |
| 9    | Lothar John       | BMW       | +2 giri      |       |
| 10   | Tony Schmidt      | Norton    | +2 giri      |       |
| 11   | Vernon Cottle     | Norton    | +2 giri      |       |
| 12   | Joachim Claus     | Norton    | +3 giri      |       |
| 13   | Johannes Müller   | Norton    | +3 giri      |       |

### Ritirati
| Pilota              | Moto   | Motivo ritiro |
| ------------------- | ------ | ------------- |
| Frank Perris        | Norton |               |
| Paddy Driver        | Norton |               |
| William Van Leeuwen | Norton |               |

## Classe 350

### Arrivati al traguardo
| Pos. | Pilota            | Moto      | Tempo      | Punti |
| ---- | ----------------- | --------- | ---------- | ----- |
| 1    | Gary Hocking      | MV Privat | 1h 00' 46" | 8     |
| 2    | František Šťastný | Jawa      | +22" 2     | 6     |
| 3    | Bob McIntyre      | Bianchi   | +22" 2     | 4     |
| 4    | Gustav Havel      | Jawa      | +2' 33" 8  | 3     |
| 5    | Ernesto Brambilla | Bianchi   | +2' 48" 3  | 2     |
| 6    | Bert Schneider    | Norton    |            | 1     |
| 7    | Jack Findlay      | Norton    |            |       |
| 8    | Tommy Robinson    | Norton    |            |       |

## Classe 250

### Arrivati al traguardo
| Pos. | Pilota              | Moto  | Tempo     | Punti |
| ---- | ------------------- | ----- | --------- | ----- |
| 1    | Mike Hailwood       | Honda | 50' 00" 7 | 8     |
| 2    | Jim Redman          | Honda | +25" 9    | 6     |
| 3    | Kunimitsu Takahashi | Honda |           | 4     |
| 4    | Tom Phillis         | Honda |           | 3     |
| 5    | Alan Shepherd       | MZ    |           | 2     |
| 6    | Werner Musiol       | MZ    |           | 1     |
| 7    | László Szabó        | MZ    |           |       |
| 8    | Bob McIntyre        | Honda |           |       |
| 9    | Gustav Havel        | Jawa  |           |       |

## Classe 125

### Arrivati al traguardo
| Pos. | Pilota              | Moto  | Tempo     | Punti |
| ---- | ------------------- | ----- | --------- | ----- |
| 1    | Ernst Degner        | MZ    | 48' 09" 1 | 8     |
| 2    | Tom Phillis         | Honda | +30" 3    | 6     |
| 3    | Kunimitsu Takahashi | Honda | +57" 2    | 4     |
| 4    | László Szabó        | MZ    |           | 3     |
| 5    | Walter Brehme       | MZ    |           | 2     |
| 6    | Jim Redman          | Honda |           | 1     |
| 7    | Hartmut Bischoff    | MZ    |           |       |

## Fonti e bibliografia
- Corriere dello Sport, 31 luglio 1961, pag. 6.
- "Motor" n° 31 del 4 agosto 1961, pag. 901, su motorracehistorie.nl. URL consultato il 12 marzo 2014 (archiviato dall'url originale il 1º febbraio 2014).
- Risultati della 500 su autosport.com, su autosport.com.